# Temple de Mendut

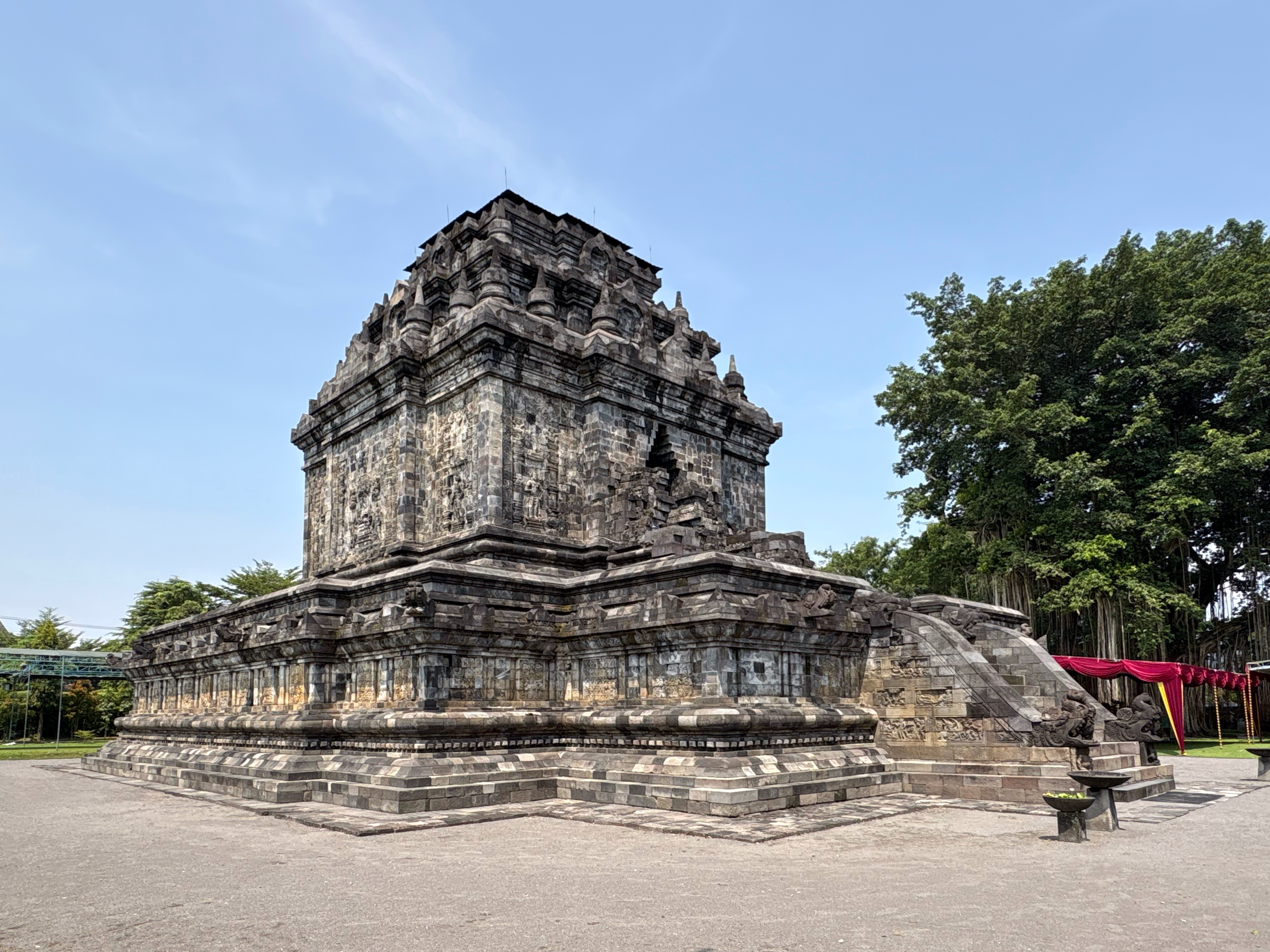
Le temple de Mendut

Le temple de Mendut ou Candi Mendut est un temple bouddhiste construit au IXe siècle par la dynastie javanaise des Sailendra. Il est situé à 3 kilomètres à l'est du temple de Borobudur dans le centre de l'île de Java en Indonésie. 
Il contient trois grandes statues :

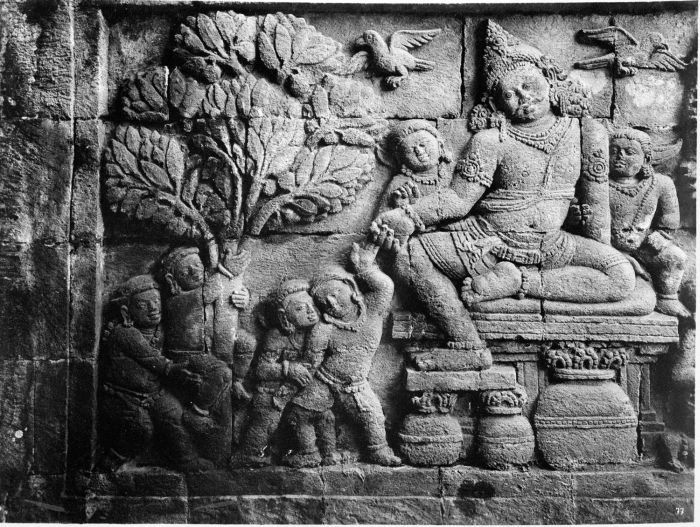
Bas-relief du temple de Mendut entre 1920 et 1940. Photo de Thilly Weissenborn.

- Dhyani Buddha Vairocana assis "à l'européenne" et effectuant la dharma cakra mudra,

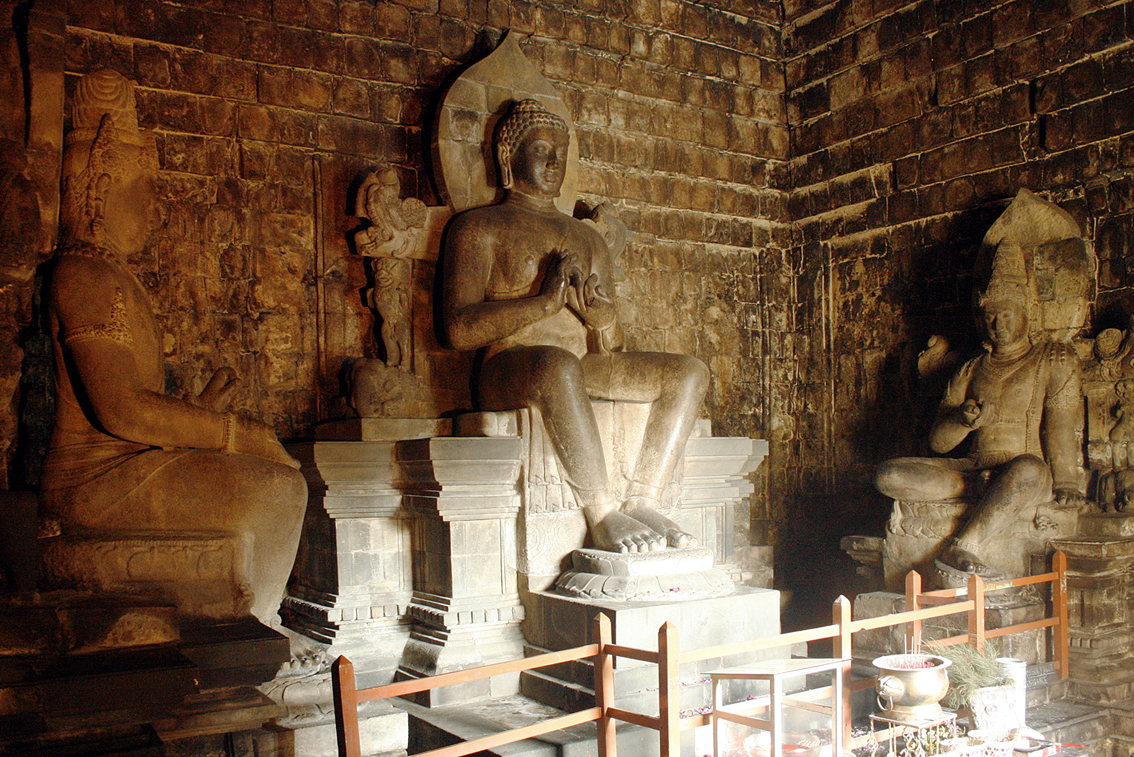
Le Buddha de Mendut

- Avalokitesvara, un bodhisattva,
- Vajrapani, un bodhisattva,

## Culte
Chaque année, lors de la pleine lune de mai ou juin, des bouddhistes d'Indonésie et de l'étranger y célèbrent le Waisak, nom indonésien du Vesak, qui commémore la naissance, la mort et le moment où le Bodhisattva atteignit la sagesse suprême pour devenir Bouddha. Le Waisak est un jour férié officiel en Indonésie. En Indonésie, la nuit de la pleine lune de mai, se tient un festival au temple de Borobudur dans le centre de Java. Une procession au flambeau a lieu de Mendut jusqu'à Borobudur, en passant par le temple de Pawon, situé à mi-chemin. Là, la procession grimpe les marches jusqu'au sommet. Des centaines de moines bouddhistes en robe safran la mènent, portant des fleurs et des cierges qu'ils allument au moment où la lune apparaît à l'horizon. Les moines commencent alors leurs prières, leur méditation et leurs chants jusque tard dans la nuit.

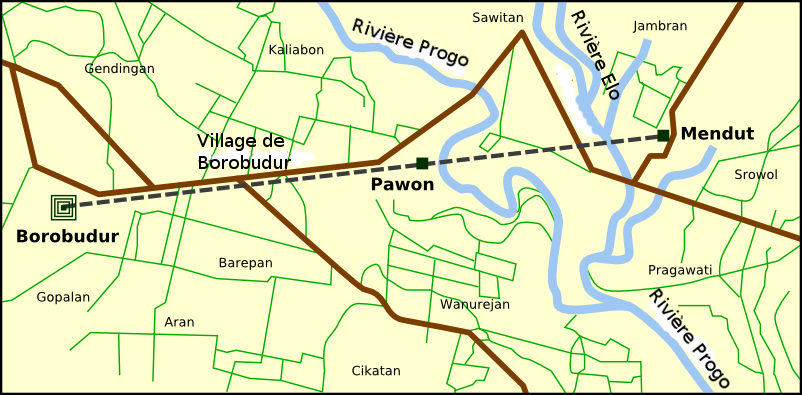
Alignement de la triade Borobudur-Pawon-Mendut